# Dîmîne, Novoukraiinka
Dîmîne (în ucraineană Димине) este o comună în raionul Novoukraiinka, regiunea Kirovohrad, Ucraina, formată numai din satul de reședință.

## Demografie
Componența lingvistică a comunei Dîmîne
     Ucraineană (92,26%)
     Rusă (3,94%)
     Română (3,13%)
     Alte limbi (0,55%)
Conform recensământului din 2001, majoritatea populației comunei Dîmîne era vorbitoare de ucraineană (92,26%), existând în minoritate și vorbitori de rusă (3,94%) și română (3,13%).